# Fright Night II
Fright Night 2 es una película estadounidense de terror comedia de 1988, dirigida por Tommy Lee Wallace. En México se tituló La Hora del espanto 2 y en España Noche de miedo 2. Es la segunda parte de la película de 1985 Fright Night.

## Argumento
Han pasado tres años desde que Charley Brewster (William Ragsdale) mató a su vecino vampiro Jerry Dandridge. Charley junto su nueva novia Alex Young (Traci Lind) van a visitar a Peter Vincent (Roddy McDowall) el cual cree que Charley aun no supera lo ocurrido hace tres años. En el pasillo de departamentos donde vive Peter Vincent ve pasar a un grupo de personas y se siente atraído por Regine (Julie Carmen), lo que Charley no sabe es que ella es una vampiresa y viene a buscarlo para vengar la muerte de su hermano Jerry Dandridge.

## Reparto
- William Ragsdale  ... 	Charley Brewster
- Roddy McDowall	... 	Peter Vincent
- Traci Lind	... 	Alex Young
- Julie Carmen	... 	Regine Dandridge (principal vampire)
- Jon Gries	        ... 	Louie (werewolf)
- Russell Clark	... 	Belle (secon vampire)
- Brian Thompson	... 	Bozworth (ghoul)
- Merritt Butrick   ... 	Richie
- Ernie Sabella	... 	Dr. Harrison
- Matt Landers	... 	Mel
- Josh Richman	... 	Fritzy

## Recepción
La película no tuvo éxito en taquilla, en gran parte debido a su pobre distribución. Sin embargo corrió mejor suerte en los videoclubs, donde llegó a alcanzar un estatus de culto.